# Locca
Locca è un centro abitato del comune di Ledro in provincia autonoma di Trento. L'abitato si trova all'inizio della Valle di Concei, laterale sinistra della Valle di Ledro, all'estremità sudoccidentale del territorio provinciale. 

## Storia

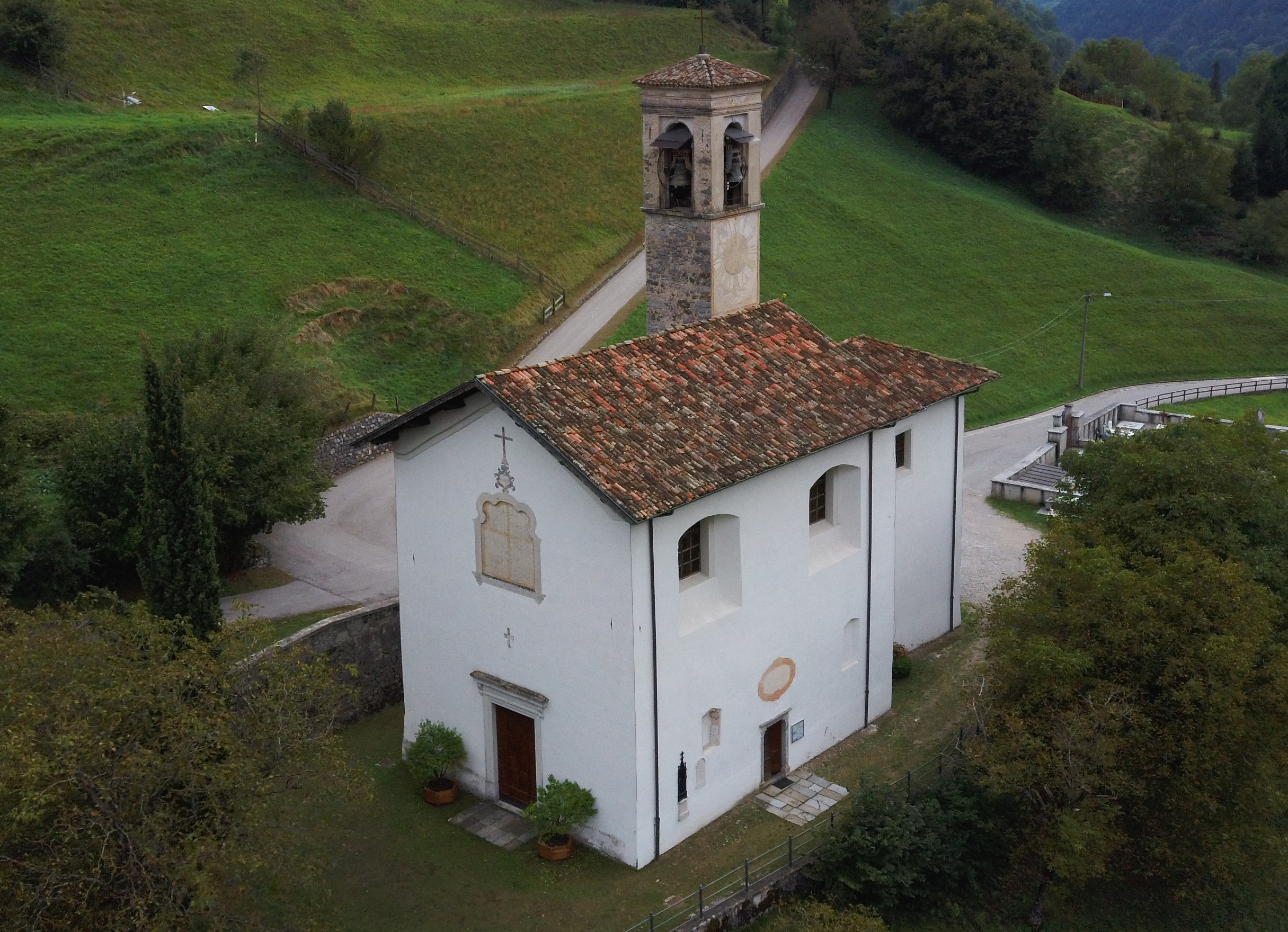
Chiesa di San Martino Vescovo

Locca è stato un comune italiano istituito nel 1920 in seguito all'annessione della Venezia Tridentina al Regno d'Italia. Nel 1928 è stato aggregato al comune di Bezzecca. Nell'agosto del 1952 veniva istituito il comune di Concei, staccando da Bezzecca gli ex comuni di Enguiso, Lenzumo e Locca. Nel 2009, Locca, insieme col comune di Concei viene aggregato al nuovo comune di Ledro.

## Cultura
Dal 4 al 6 aprile 2014, Locca ha ospitato la XII edizione del Festival della Canzone europea dei Bambini.

## Architettura religiosa
- Chiesa di San Martino Vescovo, documentata già nel 1537 in occasione della visita pastorale del principe vescovo Bernardo Clesio.[3]